# Yimmy Cano
  Yimmy Adán Cano Morínigo  (n.  Paraguay;  2 de junio de 1986) es un futbolista  Paraguayo. Juega de defensa y su equipo actual es el Club Martin Ledesma de la Segunda División de Paraguay.

## Clubes
| Club              | País     | Año             |
| ----------------- | -------- | --------------- |
| Sportivo Luqueño  | Paraguay | 2008 - 2013     |
| 12 de Octubre     | Paraguay | 2014            |
| Deportivo Capiatá | Paraguay | 2015            |
| Santaní           | Paraguay | 2015            |
| Nacional          | Paraguay | 2016 - presente |

- Datos: Q6170018